# Мірний кухоль
Мі́рний ку́холь (рос. кружка мерная, англ. cupful, measuring vessel, нім. Meβkrug m, Meßkanne f) — посудина для відбору проби рідини, зокрема суспензії, шламового потоку заданого об'єму для дослідження складу та якості твердого компонента, а також для прискореного визначення вмісту твердого у пульпі. Для чіткого обмеження об'єму відібраної проби кухоль має проріз у боковій стінці для зливу зайвої рідини.